# Synagogue Gerard Dou

La synagogue Gerard Dou à Amsterdam, la capitale des Pays-Bas, a été construite en 1892. La synagogue appartenant à la communauté orthodoxe est située au Gerard Doustraat n°238 .
La synagogue néo-Renaissance a été construite selon les plans de l'architecte Emanuel Marcus Rood (1851-1929). Elle offre un espace pour 250 hommes et 70 femmes. Le bâtiment a été entièrement rénové dans les années 1990.

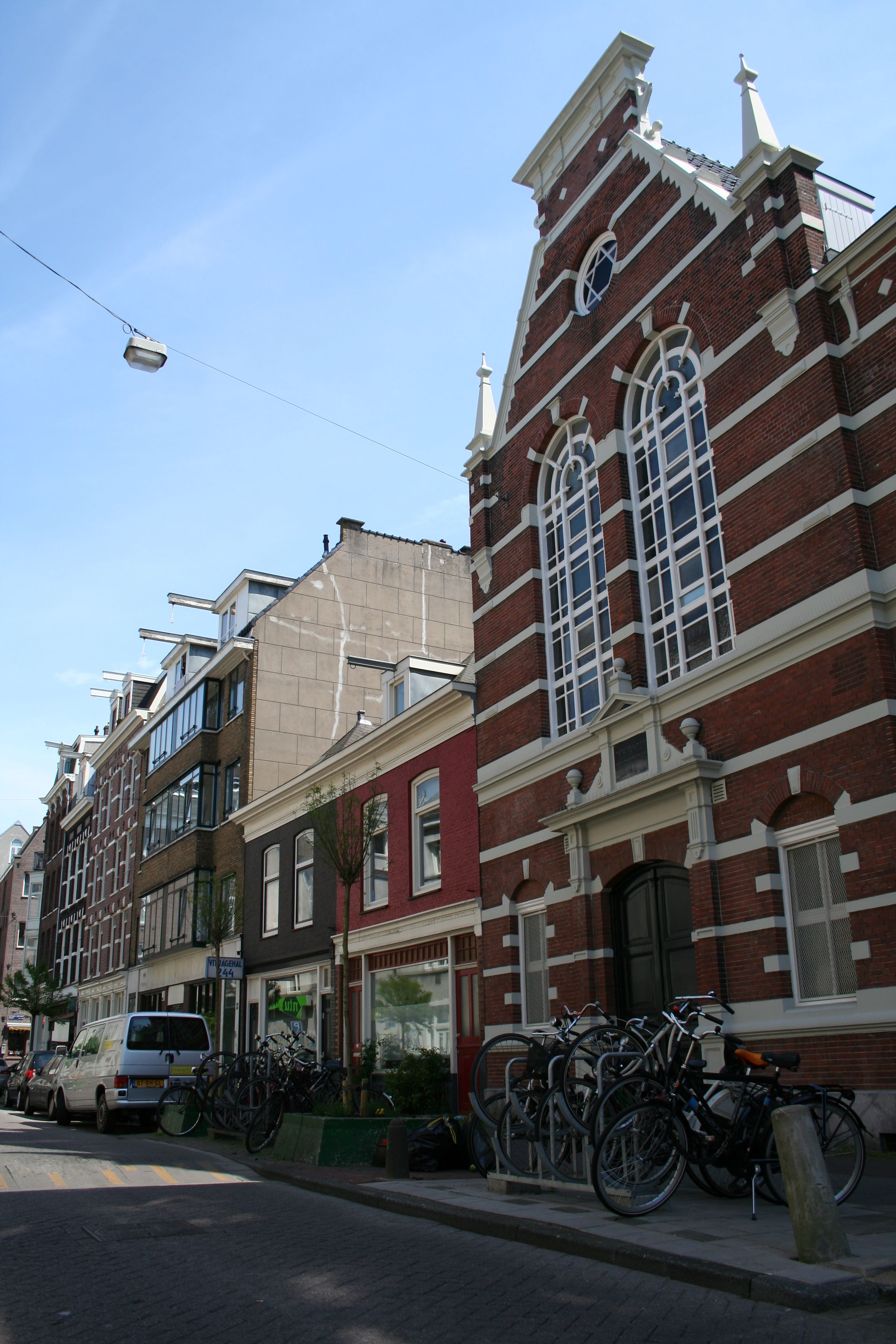
Synagogue Gérard Dou

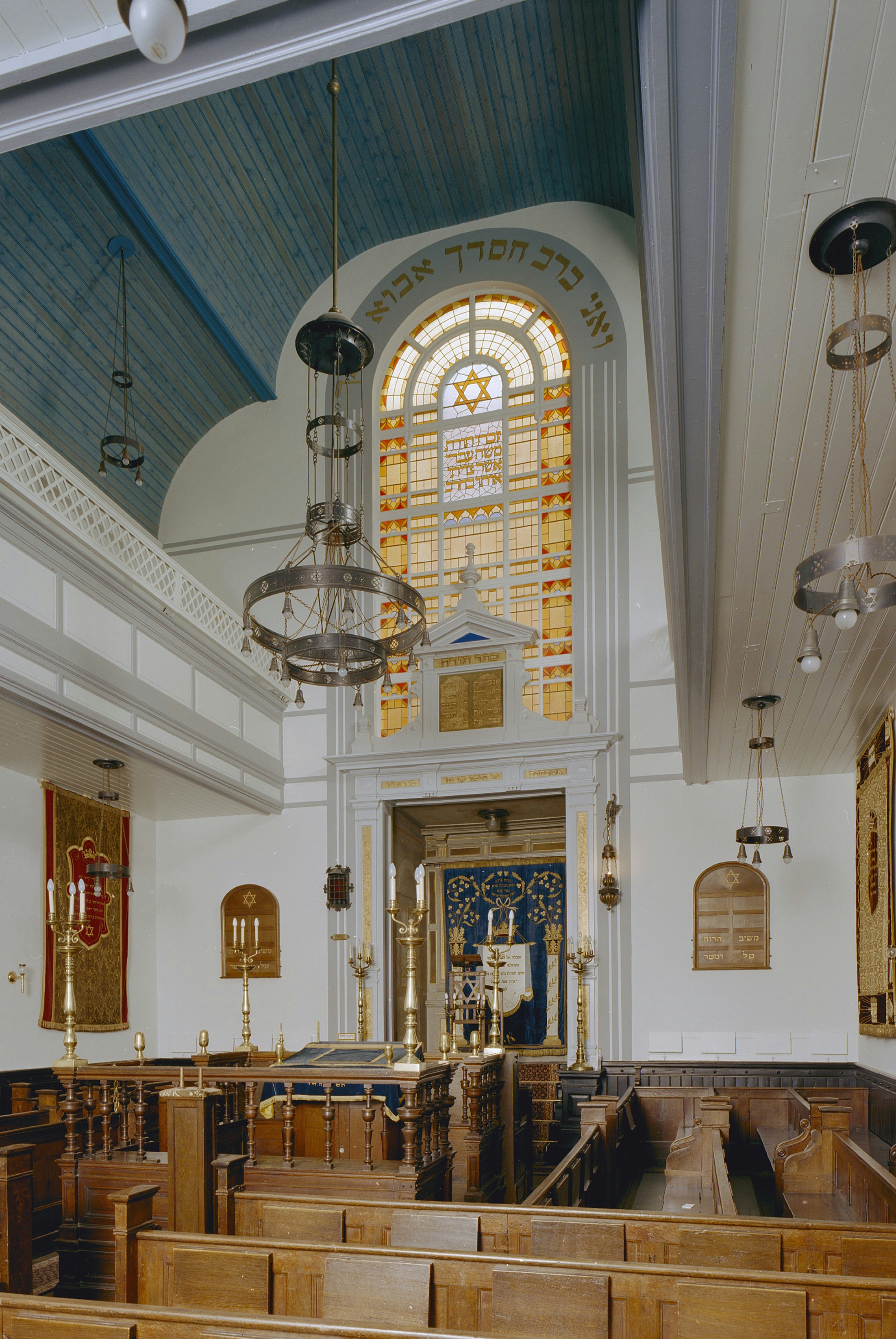
Vue de l'intérieur

## Référence
1. ↑  Benannt nach dem Maler Gerard Dou (1613–1675).